# Nadie oyó gritar
Nadie oyó gritar, en anglès No One Heard the Scream, és un thriller de suspens i misteri estrenat el 1973 amb direcció d'Eloy de la Iglesia. Sisena pel·lícula del realitzador basc, encarnen els paperss principals actors amb qui ja havia treballat anteriorment: Carmen Sevilla a El techo de cristal (1971) i Vicente Parra a La semana del asesino (1972). El guió, escrit pel realitzador, Antonio Fos i Gabriel Moreno Burgos, narra com una prostituta es veu obligada a ajudar al seu veí en descobrir-lo fortuïtament desfent-se del cadàver de la seva dona a través del buit del ascensor.
La pel·lícula és una mescla de gèneres, podent-se trobar drama, comèdia negra, suspens, thriller psicològic o gore, encara que el gènere dominant és el thriller de misteri. També s'exploren alguns temes recurrents en la filmografia del director: el voyeurisme, el sistema de classes socials, la iconografia homoerótica o el socialisme.

## Argument
Elisa (Carmen Sevilla) és una dona bella de poc més de trenta anys que finança el seu còmode estil de vida mantenint relacions amb senyors d'edat avançada. Óscar (Antonio Casas), un home ric que li ha proporcionat un apartament, un cotxe o diners a canvi de passar amb ell un cap de setmana al mes, la reclama a Londres. En l'últim moment, Elisa, aparentment cansada d'aquest tren de vida, decideix cancel·lar el vol, provocant l'enuig d'Óscar.
L'edifici on Elisa resideix a Madrid, un modern complex, està pràcticament buit el cap de setmana. A excepció dels seus veïns del costat només hi ha oficines i un porter (Goyo Lebrero) amb problemes d'audició. Sola a l'apartament, Elisa es dutxa buscant relaxar-se. Però comença a sentir sorolls sospitosos. Surt per a investigar i troba al seu veí Miguel (Vicente Parra) deixant caure el cos assassinat de la seva esposa, Nuria (María Asquerino), pel buit de l'ascensor. Elisa torna precipitadament al seu apartament i tanca la porta. Miguel aconsegueix tallar la seva línia telefònica i Elisa, incapaç de cridar a la policia, observa com el seu veí, empunyant una arma, entra a l'apartament a través d'una finestra. En lloc de matar-la, Miguel decideix perdonar-li la vida si accepta convertir-se en còmplice. De mala gana Elisa es veu impel·lida, per salvar la vida, a ajudar Miguel. Tots dos aconsegueixen recuperar el cos de Núria del buit de l'ascensor, l'emboliquen amb una cortina de dutxa i el fiquen al maleter del cotxe d'Elisa. Elisa té una casa de vacances i un vaixell al llac de San Juan, prop de Madrid. Miguel decideix que el millor lloc i el més segur per a desfer-se del cadàver és el llac.
Mentre tots dos es dirigeixen al destí són detinguts per la policia. En la carretera ha succeït un accident amb ferits en sortir-se de la carretera un autobús. Davant l'absència d'ambulàncies, la policia els demana que transportin una parella greument ferida a un pròxim hospital, sense sospitar que oculten un cadàver al maleter. Un estrany llaç comença a néixer entre Elisa i Miguel. Ella sembla disposada a cooperar amb Miguel pel seu atractiu i la seva personalitat. En el trajecte ell li confessa que els seus somnis de convertir-se en un escriptor reeixit mai van arribar a bon terme. En el seu lloc es va casar amb una dona rica, que no l'estimava i que el tractava malament, i amb qui no era feliç.
Finalment la parella arriba al llac i, portant el vaixell d'Elisa al centre, Miguel submergeix el cos com estava previst. A una maniobra sorprenent Elisa fa que el seu segrestador caigui a l'aigua. Encara que podria fàcilment matar-lo decideix no fer-ho i l'ajuda a tornar a pujar. De retorn al xalet, a la riba del llac, Miguel coneix Tony (Tony Isbert), el jove amant a qui Elisa manté. La tensió homoeròtica és evident entre els dos homes mig nus. Tony nedarà, deixant Miguel i Elisa sols, mentre creix l'atracció sexual entre Elisa i el seu segrestador.
Elisa i Miguel tornen al seu edifici d'apartaments a Madrid. A la nit decideixen sortir junts a un club on tornen a trobar-se amb Tony. Elisa confessa que és el seu amant però, atreta per Miguel, de tornada al seu apartament manté relacions sexuals amb el seu veí. L'endemà al matí Elisa es troba a Miguel al seu llit brutalment assassinat. Inicialment no sap el que ha passat fins que apareix Nuria, l'esposa de Miguel, i li explica que el cos que van llançar al llac no era el seu sinó el de l'amant de Miguel. Núria confessa que mentre Elisa dormia, amb l'ajuda d'unes pastilles per a dormir, ella va matar el seu marit venjant-se per les seves infidelitats. Com Elisa ja té experiència a desfer-se d'un cos, Nuria li demana que l'ajudi; cosa que Elisa sembla estar disposada a fer, però no queda resolt en la conclusió de la pel·lícula.

## Repartiment
- Carmen Sevilla - Elisa
- Vicente Parra - Miguel
- María Asquerino - Nuria
- Antonio Casas - Óscar
- Goyo Lebrero - Portero
- Felipe Solano - Agente
- Ramón Lillo - Agente
- Antonio del Real - Ayudante del juez
- Tony Isbert - Tony

## Producció
A diferència d'anteriors projectes d'Eloy de la Iglesia, com El techo de cristal o La semana del asesino, Nadie oyó gritar va ser una pel·lícula per encàrrec per part del director i productor Benito Perojo que a penes va tenir problemes amb la censura cinematogràfica. Tanmateix la seva repercussió en taquilla va ser menor que en les dues obres anteriorment esmentades, que el director va atribuir a l'intent d'utilitzar la mateixa fórmula que a El techo de cristal d'una manera més esquemàtica.
| «                                                                                                | A ell la pel·lícula li agradava molt més que a mi. Ell tenia una visió de director absolutament tècnica i professional; entenia que el director era el tècnic més qualificat, el més important en la creació de la pel·lícula, però res més. Després em va proposar fer una amb Raphael, que posteriorment va rodar Javier Aguirre Fernández, i no entenia que em negués. Tenia una visió molt americana: el director té dret a exigir mitjans, però res més. | » |
| — Eloy de la Iglesia, sobre Benito Perojo a Conocer a Eloy de la Iglesia (Filmoteca Vasca, 1996) | |   |

Amb una durada de 90 minuts i rodatge en Madrid, va ser l'última col·laboració de Carmen Sevilla i Vicente Parra amb el director.
| «                                                                                                   | És evident que a Nadie oyó gritar hi havia un protagonisme de l'argument. (...) Tot era com molt fals, amb uns decorats horrorosos, encara que eren naturals, amb aquests banys rodons, un empaperat molt carrincló, tot molt ben posat; tot era artificial, com el viatge a Londres del principi, perquè es notés que havíem anat a Londres i es veiés la producció, no perquè servís per a res a la història. | » |
| — Eloy de la Iglesia, sobre Nadie oyó gritar a Conocer a Eloy de la Iglesia (Filmoteca Vasca, 1996) | |   |

## Recepció
La pel·lícula compta amb crítiques neutres o positives als portals d'informació cinematogràfica. Amb 88 valoracions en IMDb, la pel·lícula obté una puntuació de 6,2 sobre 10. En FilmAffinity, de 5,2 sobre 10 con 172 votos.
Pastor Sebastián Domizzi, en la web cinefania.com, destaca de la pel·lícula que "ofereix un final realment sorprenent, avançant-se uns quants anys als thrillers retorçats que en els anys ’80 ens inculcaria el gran Brian De Palma (...) En la nostra opinió, estem davant una autèntica fotonovel·la animada, efecte reforçat pel collage dels crèdits inicials del film, que ens transporta a les pàgines de la recordada revista Nocturno".